# محسن فتحی‌زاده
محسن فتحی‌زاده سرتیپ پاسدار فرماندهی انتظامی جمهوری اسلامی ایران است، که هم‌اکنون ریاست سازمان حفاظت اطلاعات فراجا را برعهده دارد.
وی فعالیت نظامی را در خلال جنگ ایران و عراق در سپاه پاسداران انقلاب اسلامی آغاز کرد. فتحی‌زاده در فاصله سال‌های ۱۳۹۵ تا ۱۳۹۸ جانشین معاون هماهنگ‌کننده نیروی انتظامی (جانشین رئیس ستاد ناجا) بود و از دی‌ماه ۱۳۹۸ رئیس سازمان حفاظت اطلاعات فراجا است. او در سال ۱۳۹۹ به‌علت نقض حقوق شهروندان ایرانی توسط وزارت خزانه‌داری آمریکا تحریم شد.